# القوات البحرية التركية
القوات البحرية التركية (بالتركية: Türk Deniz Kuvvetleri)، أو البحرية التركية (بالتركية: Türk Donanması) هي فرع سلاح البحرية للقوات المسلحة التركية.
ترجع نشأة البحرية التركية الحديثة وأصولها إلى 10 يوليو 1920، عندما تأسست باسم مديرية الشؤون البحرية خلال حرب الاستقلال التركية بقيادة مصطفى كمال أتاتورك. ثم عُرفت رسمياً باسم القوات البحرية التركية منذ يوليو 1949.
بلغ قوام الأفراد العاملين في البحرية التركية 48.600 فرد في 2008؛ وشمل هذا الرقم لواء مشاة البحرية البرمائي [الإنجليزية] بالإضافة إلى العديد من القوات الخاصة ومفارز المغاوير. تدير البحرية التركية مجموعة متنوعة من السفن و60 طائرة بحرية اعتباراً من أوائل 2021.

## تاريخها

### الأسطول العثماني عقب هدنة مودروس

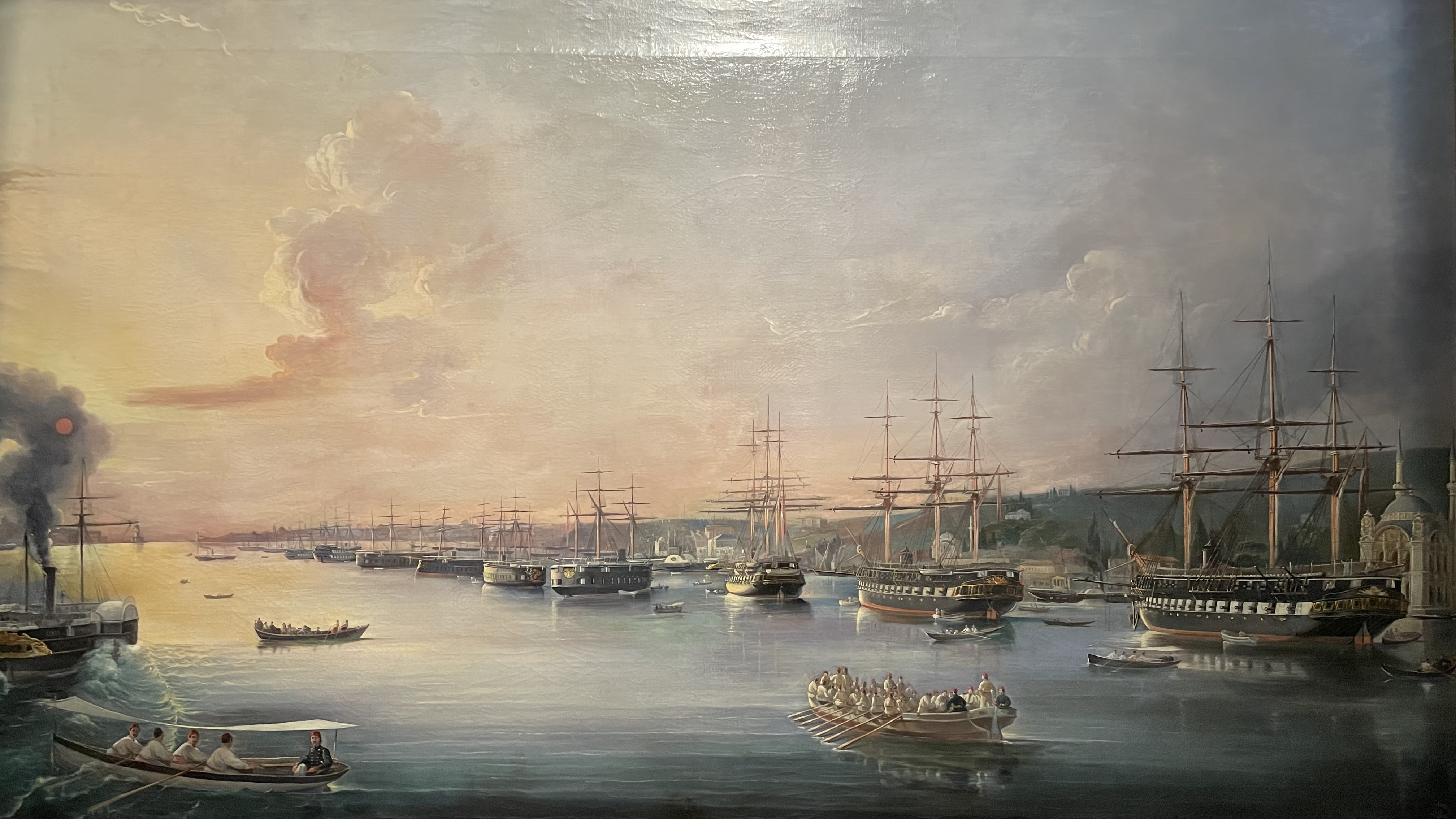
سفن حربية تابعة للبحرية العثمانية راسية قبالة جامع أورطة كوي وقصر جراغان وقصر طولمة باغجة في إسطنبول.

أمر قائد أسطول البحرية العثمانية، الأدميرال عارف باشا، بإنزال جميع الأعلام على جميع السفن الحربية الموجودة في القرن الذهبي، بعد سقوط الدولة العثمانية في أعقاب الحرب العالمية الأولى، في 3 نوفمبر 1918، ومن ثمّ اندثرت البحرية العثمانية.. أوقف الحلفاء السفن السطحية الرئيسية للأسطول العثماني السابق عن العمل (بإجمالي 62 ألف طن)، وتوجب نزع سلاح السفن الحربية خلال الأسبوع الأخير من 1918 ووفقاً لشروط هدنة مودروس. قُلص نشاط البارجة تورغوت ريس والطرادين حميدية ومجيدية إلى حد كبير وظلت غير نشطة داخل القرن الذهبي من قبل قوات الاحتلال. نُقل الطراد الحربي ياووز سلطان سليم إلى خليج إزميت نظراً لحجمه الأكبر، باعتبار أنه قد يؤثر سلباً على حركة المرور البحرية داخل القرن الذهبي؛ بينما نُزع منه ذخائره ومدافعه. خلال هذه الفترة، سمح الحلفاء لعدد قليل فقط من سفن البحرية العثمانية بالبقاء في مهام حرس السواحل النشطة وأُطلق سراحها من الاحتجاز في 26 فبراير 1919؛ مثل زورقي الطوربيد آق حصار ودراس اللذين قاما بدوريات في بحر مرمرة، والزورق الحربي خضر ريس الذي كان يقوم بدوريات في خليج إزمير، وزراعتي الألغام نصرت وتيرموشغان اللتين قامتا بعمليات تطهير خليج ساروس [الإنجليزية] من الألغام.
أرسلت بحريه ناظرلك (وزارة البحرية) الزورق الحربي بروزة إلى سينوب والزورق الحربي أيدين ريس إلى طرابزون في فبراير 1919 للقيام بمهام المراقبة والاستطلاع والدوريات قبل بدء حرب الاستقلال التركية. ومع ذلك، تسبب نقص الفحم لتغذية أنظمة الدفع الخاصة بهم في بقاء بروزة وأيدين ريس في الميناء حتى نهاية 1919. خلال المراحل الأولى من حرب الاستقلال التركية، لم يعد هذان الزورقان الحربيان إلى إسطنبول، على الرغم من الضغوط الشديدة من الحكومة العثمانية والحلفاء. بدلاً من ذلك، وُضعا تحت قيادة قوات التحرير التركية بقيادة مصطفى كمال أتاتورك ومقرها في أنقرة.

### حرب الاستقلال التركية

#### إدارة الشؤون البحرية
ذهب عدد كبير من ضباط البحرية وطلاب الأكاديمية البحرية إلى الأناضول للمشاركة في حرب الاستقلال التركية. تأسست مديرية الشؤون البحرية (Umur-u Bahriye Müdürlüğü) في أنقرة في 10 يوليو 1920، تحت إشراف وزارة الدفاع الوطني وأعطيت واجب تنظيم وصيانة الشحن اللوجستي الاستراتيجي عبر البحر الأسود من أجل إمداد قوات التحرير التركية في الأناضول بالأسلحة والإمدادات الأخرى. أصبحت جميع المؤسسات البحرية في مناطق الأناضول التي كانت تديرها حكومة أنقرة تابعة لهذه المديرية. كانت مديرية الشؤون البحرية ناجحة للغاية في تنظيم الوحدات السطحية المحلية والمتطوعين وتشكيل شبكة استخباراتية لاكتشاف تحركات السفن المعادية. نتيجة لذلك، جرى النقل اللوجستي بفاعلية. أبرمت الجمعية الوطنية التركية الكبرى في أنقرة اتفاقاً مع الاتحاد السوفيتي لشراء إمدادات لقوات التحرير التركية. غادر الزورق الحربي أيدين ريس من سامسون (في 16 سبتمبر 1920) وغادر بروزة من طرابزون (في 30 سبتمبر 1920) إلى نوفوروسيسك من أجل نقل الأسلحة والإمدادات الأخرى والمساعدات المالية لقوات التحرير التركية. تغير اسم مفرزة طرابزون الملاحية، التي تأسست في 21 سبتمبر 1920، إلى قيادة الملاحة البحرية في طرابزون بعد التوجيه الصادر عن وزارة الدفاع الوطني في 26 أكتوبر 1920. كما تشكلت القيادة البحرية في سامسون في 1 يناير 1921. توسع الهيكل التنظيمي لإدارة الشؤون البحرية تدريجياً في المراحل اللاحقة من حرب الاستقلال التركية، مع الحاجة المتزايدة للشحن البحري وزيادة كمية ونوعية الوحدات والسفن الصغيرة.
شكل عدد من البحارة المدنيين الأتراك في نفس الفترة، مجموعة تحت اسم منظمة المعاونة البحرية (Muavenet-i Bahriye). حصلت هذه المجموعة سراً على مدافع وأسلحة خفيفة وذخائر وألغام أرضية وذخائر من المستودعات العسكرية العثمانية السابقة في إسطنبول والتي كانت تحت سيطرة الحلفاء المحتلين وأرسلتها إلى قوات التحرير التركية في الأناضول عبر زوارق نقل المياه المدنية.

#### رئاسة مديرية البحرية
تحولت مديرية الشؤون البحرية إلى رئاسة الإدارة البحرية (Bahriye Dairesi Reisliği) في 1 مارس 1921، وكانت تسيطر على القيادات البحرية في سامسون وأماصرة وإزميد (تشكلت في 28 يونيو 1921) ومفرزة النقل البحري في طرابزون وقيادة النقل البحري في إيرغلي والمفرزة البحرية في بحيرة إيقيردير ومجموعة الاتصال البحري في فتحية (تشكلت في 16 مارس 1921). نقلت القوات البحرية التركية 220.000 طن من الأسلحة والذخيرة والمعدات إلى القوات البرية في الأناضول خلال حرب الاستقلال.

### وزارة البحرية
أصبح مبنى وزارة البحرية العثمانية السابقة (Bahriye Nazırlığı) المطل على القرن الذهبي في حي قاسم باشا [الإنجليزية] في إسطنبول، مقراً للقيادة البحرية في إسطنبول في 14 نوفمبر 1922 عقب هدنة مودانيا في 11 أكتوبر 1922. تأسست وزارة البحرية (Bahriye Vekâleti) لجمهورية تركيا، ومقرها أنقرة، بقرار من الجمعية الوطنية الكبرى في 29 ديسمبر 1924، فيما عُين طوبشو إحسان بك (إحسان إرياووز [الإنجليزية]) وزير البحرية التركية الأول والوحيد. تألفت السفن العثمانية السابقة التي ظلت تحت السيطرة التركية على النحو التالي، عندما تأسست جمهورية تركيا في 29 أكتوبر 1923:
تواجد في الخدمة الفعلية: 2 طراد (حميدية، بيكي شوكت)، 2 يخت (أرطغرل، سوغوتلو)، 1 مدمرة (ثاسوز)، 4 زورق حربي (بوراك ريس، خير ريس، كمال ريس، عيسى ريس)، 1 زراعة ألغام (نصرت) و1 مركب أفيسو [الإنجليزية] (غلطة) و4 قاطرة و7 زورق بخاري. بالنسبة للسفن خارج الخدمة (وبحاجة إلى إصلاح): 2 بارجة (يافوز سلطان سليم، طُرغُت ريس)، 2 طراد (بركي سطوت، مجيدية)، 4 مدمرات (معاونت مليه، نمونه حمیت، البصرة، سامسون)، 6 زورق طوربيد (سلطان حصار، يونس، آق حصار، دوريس، الموصل، برك أفشان)، 1 زورق حربي (ساكُز).
وٌضعت الاستعدادات لإجراء صيانة وتجديد السفن الحربية ذات الحمولة الصغيرة (المدمرات الثلاث من فئة طاشوز والزوارق الحربية بوراك ريس وساكُز وعيسى ريس وكمال ريس) وجعلها جاهزة قتالياً. ومن ثمّ، أُصلح الطراد حميدية، الذي كان من المقرر أن يستخدم كسفينة تدريب لطلاب البحرية.
كان الالتزام بتجديد البارجة ياووز خلال عشرينيات القرن العشرين (التي ظلت في الخدمة الفعلية حتى 1950)، باعتبارها محور أسطول الجمهورية هو العنصر الثابت الوحيد في السياسات البحرية المختلفة التي طُرحت. ظلت البارجة في إزميت حتى 1926، في حالة مهملة: فلم يكن هناك سوى اثنتين من غلاياتها القادرة على العمل، ولم تكن قادراة على التوجيه أو توليد البخار، وكانت لا تزال متضررة من عَوَجين لم يخضعا للإصلاح بفعل الأضرار التي لحقت بها من لغم في 1918. جُمع ما يكفي من المال للسماح بشراء رصيف عائم جديد بوزن 26000 طن متري (26000 طن بريطاني) من الشركة الألمانية فليندر، فلم يكن قطر ياووز ممكناً إلى أي مكان دون التعرض لخطر غرقها في البحار الهائجة. جرى التعاقد مع الشركة الفرنسية ورشة عمل وأحواض بناء السفن في سان نازير بنويت في ديسمبر 1926 للإشراف على عملية التجديد اللاحقة، والتي نفذها حوض غولجوك البحري لبناء السفن. وبما أن معاهدة لوزان في 1923 تطلبت نزع سلاح المضائق التركية، فقد نُقلت البنى التحتية التابعة للقوات البحرية التركية في مضيق البوسفور (في استينيا) وفي القرن الذهبي إلى غولجوك. التي عُينت كقاعدة بحرية تركية رئيسية في هذه الفترة.
استمرت أعمال الإصلاح الشامل لياووز على مدى ثلاث سنوات (1927-1930)؛ وقع التأخير نتيجة انهيار عدة أجزاء من الرصيف أثناء تفريغها. تعرضت ياووز لأضرار طفيفة قبل إعادة تعويمها وكان لا بد من إصلاح الرصيف قبل استئناف أعمال الإصلاح. أُدين وزير البحرية، إحسان إرياووز، بتهمة الاختلاس خلال التحقيق الناتج الذي أصبح يُعرف باسم قضية ياووز-هاووز (تعني هاووز «رصيف بحري» في مصطلحات الهندسة البحرية التركية.) وكشف التحقيق أن إحسان إيرياووز خفض التزامات التأمين على الشركة الفرنسية (ورشة عمل وأحواض بناء السفن في سان نازير بنويت) من 5 ملايين إلى 1.5 مليون ليرة تركية، وأُدين بتهمة الاحتيال، مما أدى إلى إلغاء وزارة البحرية في 27 ديسمبر 1927.

### وكالة الشؤون البحرية

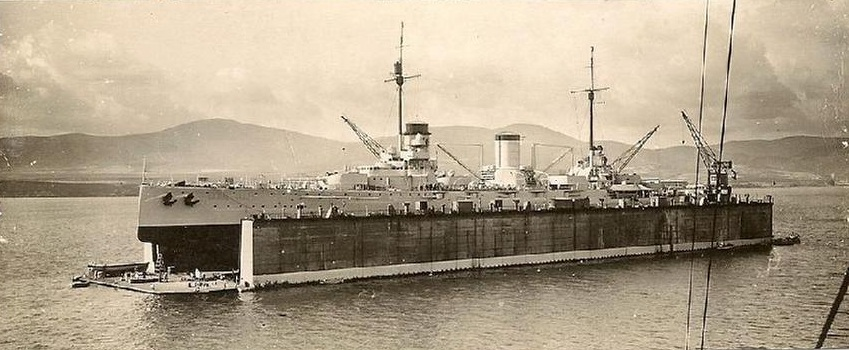
الطراد الحربي التركي تي سي جي ياووز في الحوض الجاف العائم الجديد في حوض غولجوك البحري، بحر مرمرة، حوالي. 1928.

أعادت وزارة الدفاع الوطني تنظيم القوات البحرية بعد حل وزارة البحرية، وتأسست وكالة الشؤون البحرية (Deniz Müsteşarlığı) في 16 يناير 1928، من أجل القيام بواجبات وزارة البحرية السابقة. ومع عملية إعادة التنظيم الجديدة هذه، وُضعت قيادة الأسطول التركي تحت قيادة هيئة الأركان العامة التركية من حيث الإدارة واللوجستيات. بدأت الكلية الحربية البحرية (أكاديمية دنيز هارب) تدريب وتعليم ضباط الأركان في منشآتها بقصر يلدز في 2 نوفمبر 1930. انتقلت المدارس البحرية مؤقتاً من إسطنبول إلى مرسين لأسباب أمنية خلال الحرب العالمية الثانية، وأجرت أنشطة تعليمية وتدريبية في هذه المدينة.
اُختيرت غولجوك كقاعدة رئيسية للبحرية التركية في 1933، بموافقة الجمعية الوطنية التركية الكبرى. في نفس العام، بُنيت أول سفينة جديدة في حوض بناء السفن البحري غولجوك، وهي الناقلة تي سي جي غولجوك، وأُنزلت للماء. ودُشنت في العام التالي. اعتُرف دولياً بسيادة تركيا على المضائق التركية مع توقيع اتفاقية مونترو في 1936، وتأسست قيادات المناطق المحصنة على مضيق البوسفور والدردنيل، مع تخصيص مفارز بحرية لهذه القيادات.

### قيادة القوات البحرية

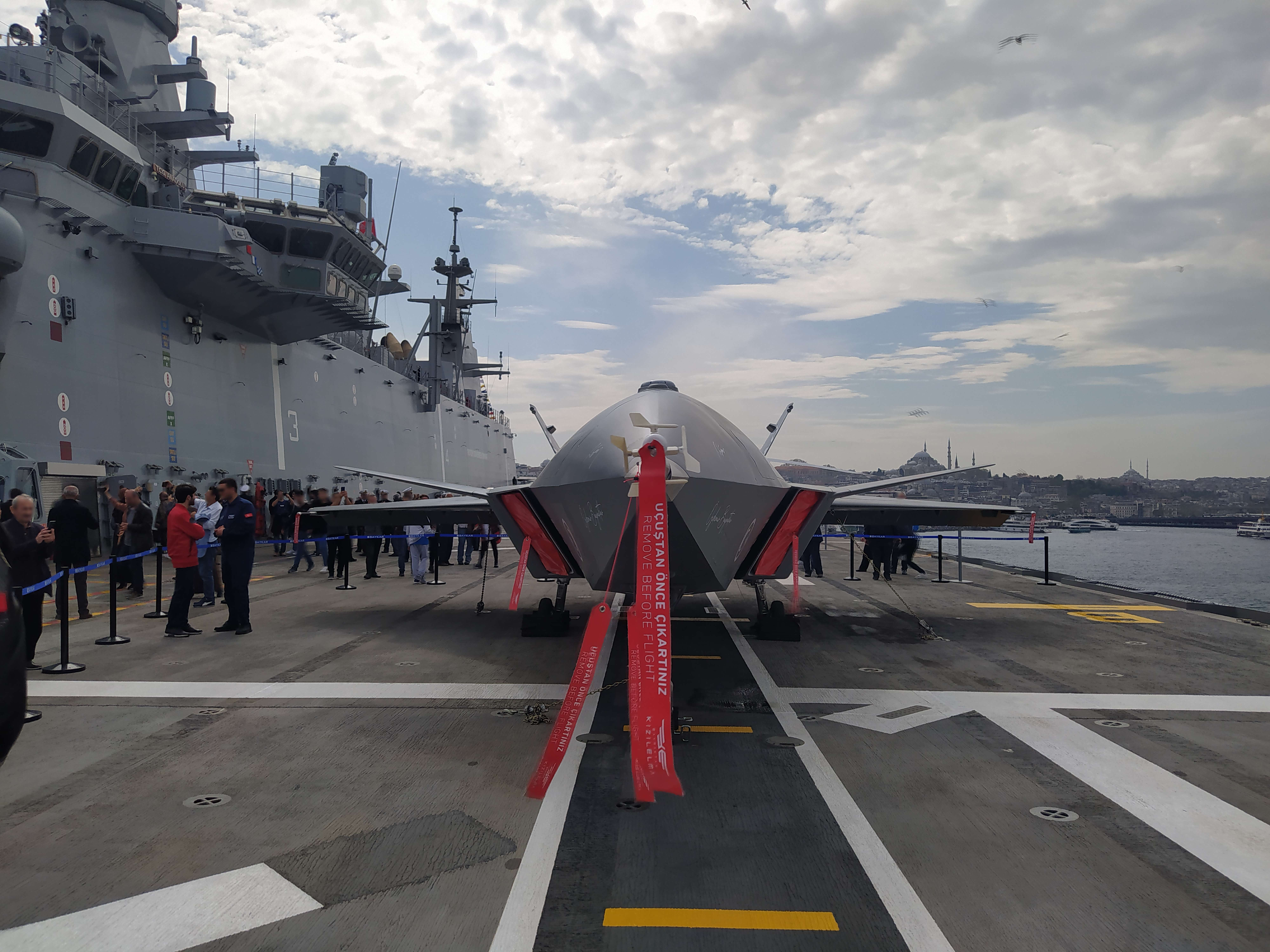
السفينة الهجومية البرمائية تي سي جي أناضول (إل-400) التابعة للقوات البحرية التركية (تعمل كحاملة طائرات مزودة برصيف هبوط للحوامات وخدمات الإقلاع والهبوط العمودي/القصير) في القرن الذهبي في إسطنبول. بايكار بيرقدار قزل إلما هي طائرة مسيرة ذات محرك نفاث مصممة للعمل على تي سي جي أناضول. وأجرت رحلتها الأولى في 14 ديسمبر 2022. فيما دُشنت تي سي جي أناضول في 10 أبريل 2023.

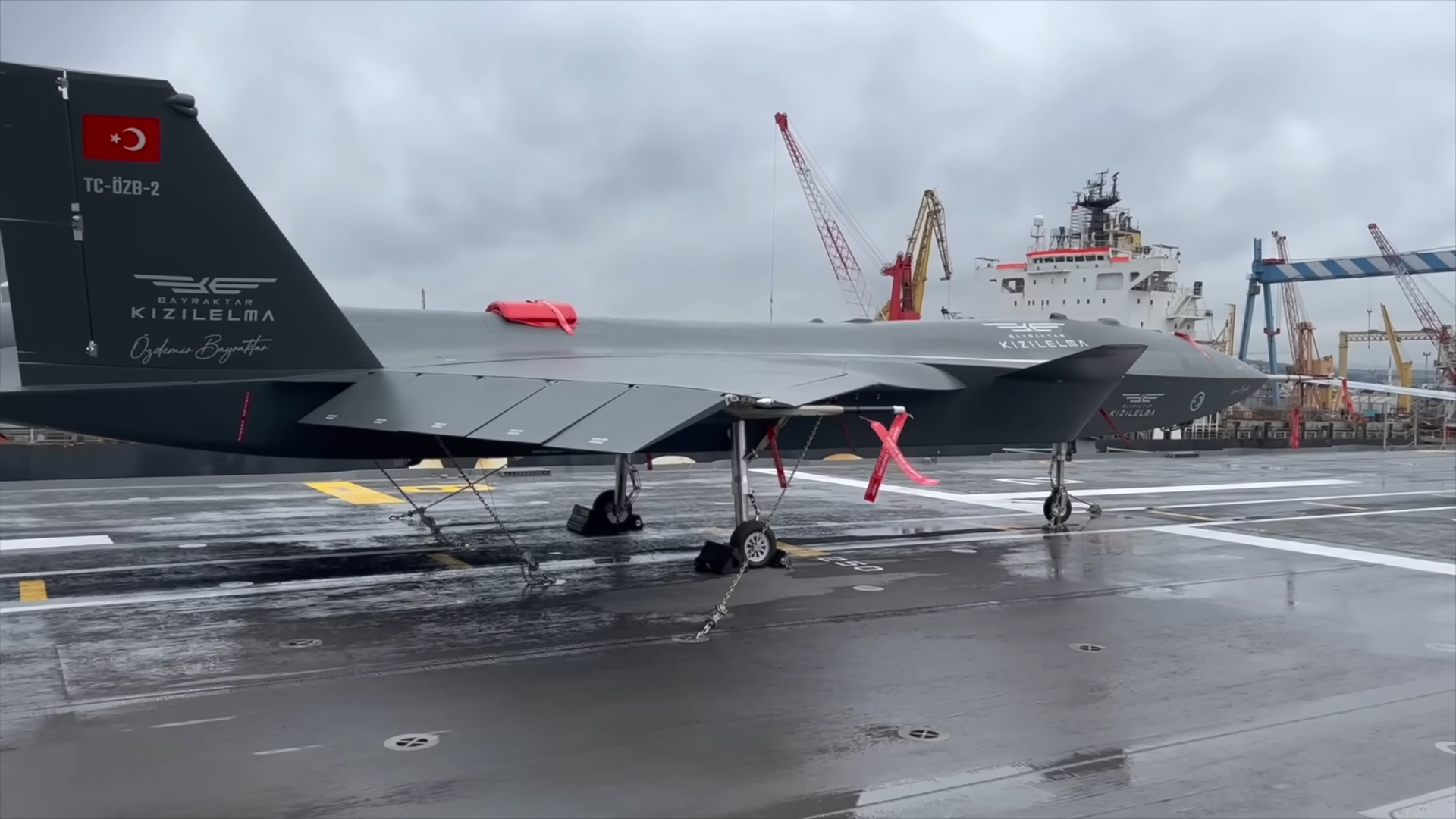
طُورت المسيرة القتالية بايكار بيرقدار كجزء من مشروع نظام المسيرات القتالية للبحرية التركية والقوات الجوية التركية، على ظهر الحاملة تي سي جي أناضول. بدأت اختبارات الإقلاع لـ«تي إيه أي أنكا-3»، وهي مسيرة أخرى بمحرك نفاث ضمن مشروع نظام المسيرات القتالية (مع تصميم جناح طائر وتقنية التخفي)، في أبريل 2023. وكان من المقرر أن تجري أولى رحلاتها في مايو 2023.

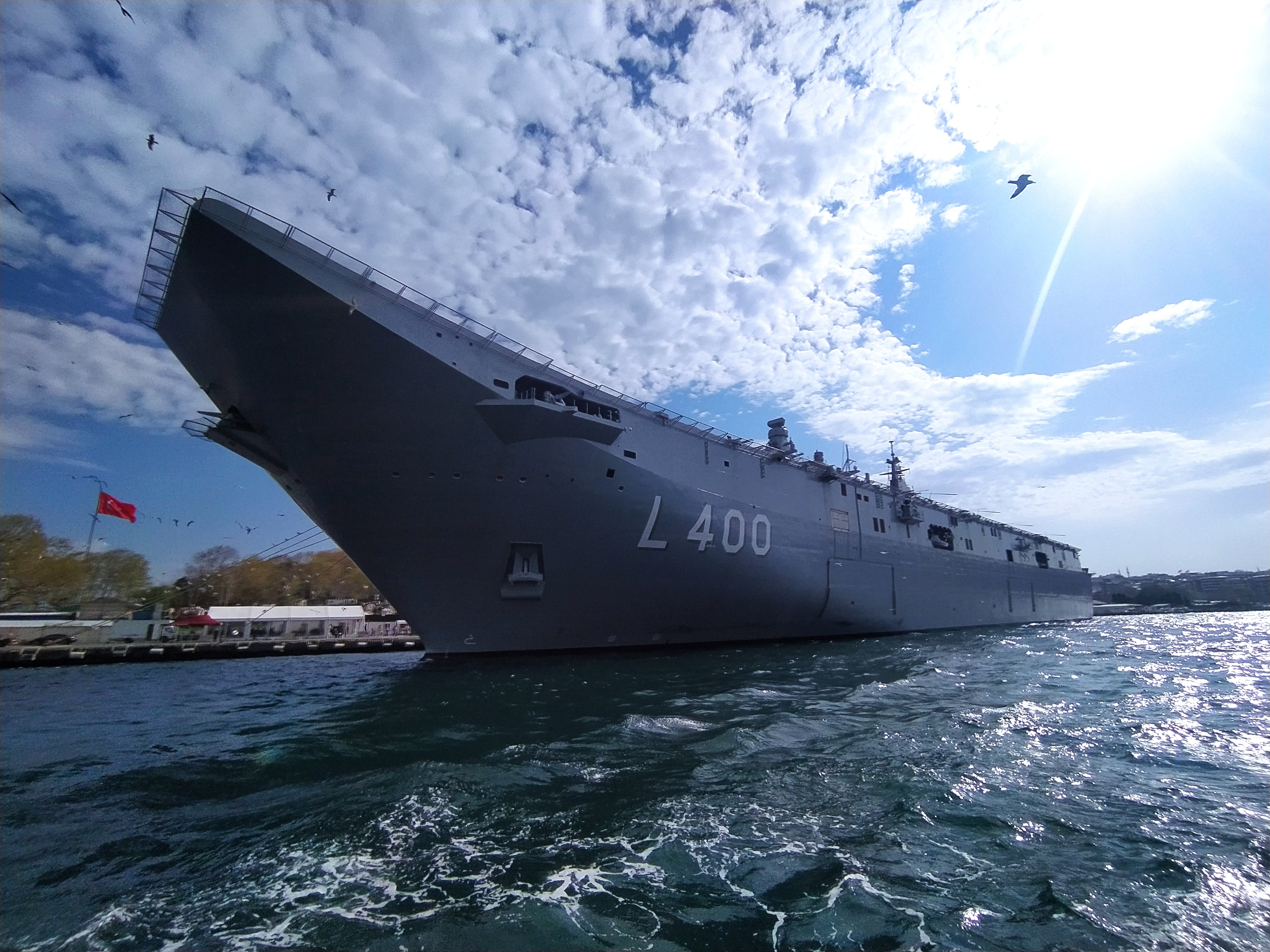
منظر لـ«تي سي جي أناضول»

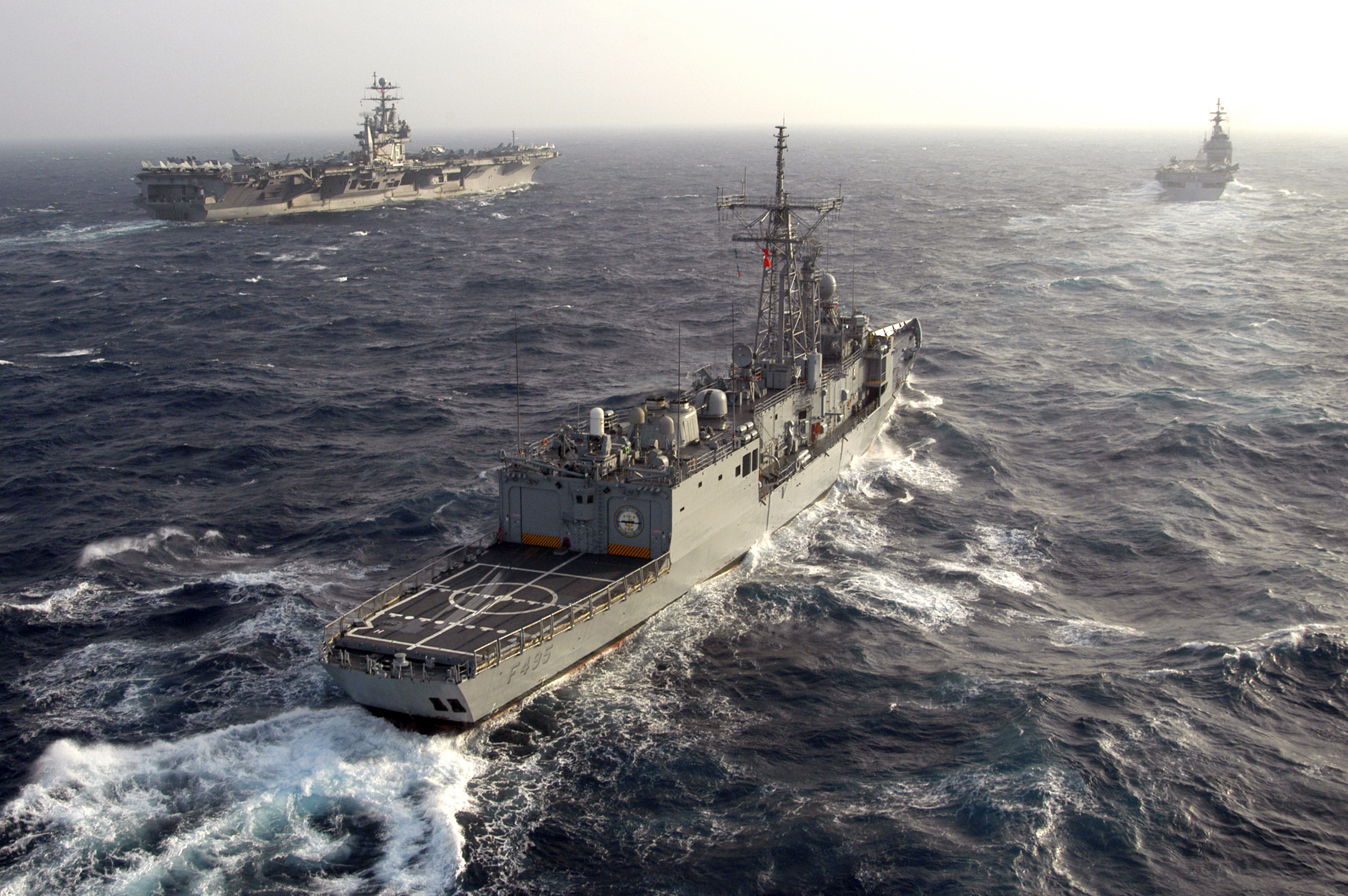
الفرقاطة التركية إف-495 تي سي جي جيديز (في الوسط) ترافق حاملة الطائرات الأمريكية يو إس إس هاري ترومان (يساراً) وحاملة الطائرات الإيطالية جوزيبي غاريبالدي (يميناً) خلال مناورة الناتو ماجستيك إيغل 2004 في المحيط الأطلسي.

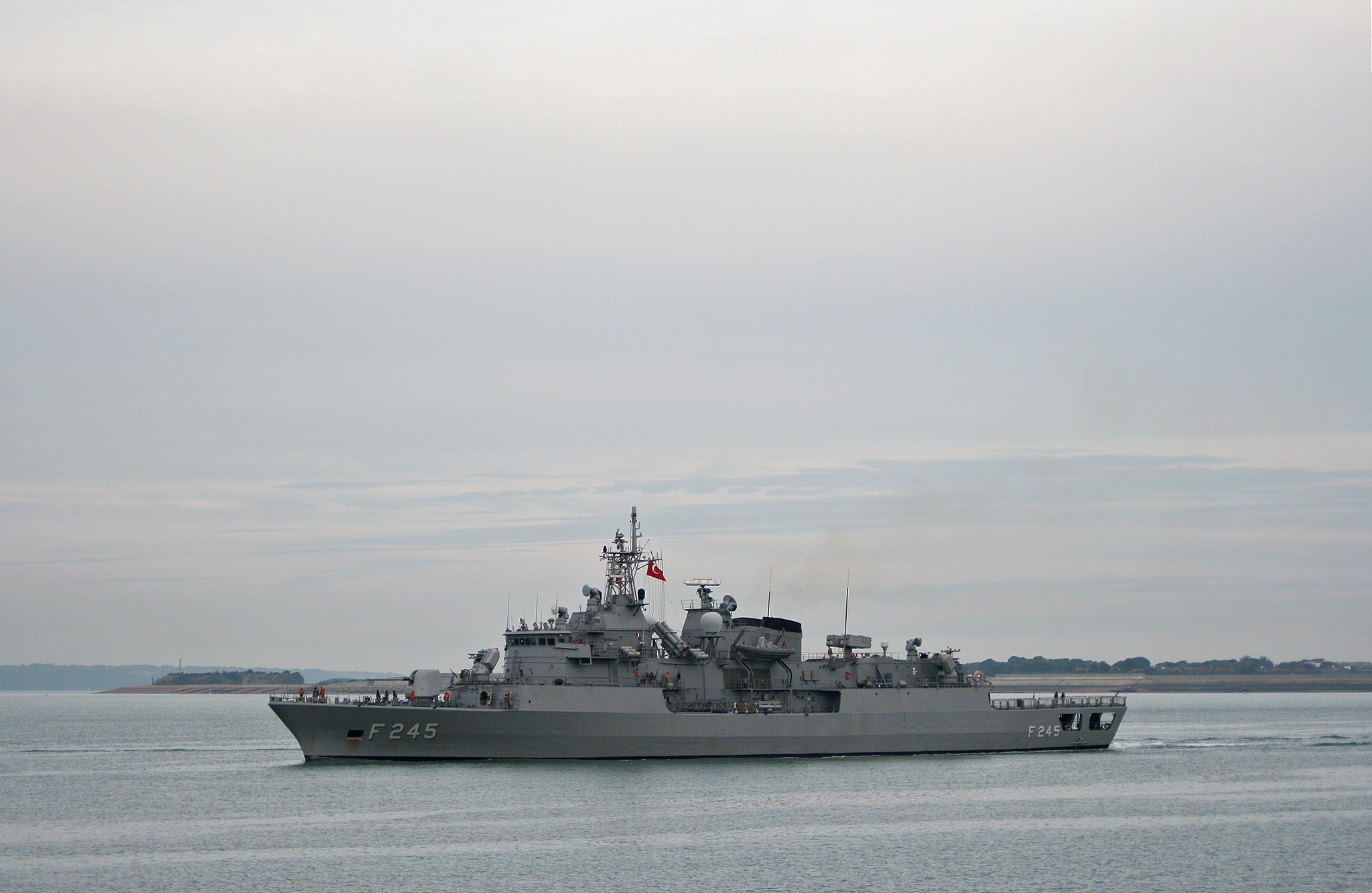
الفرقاطة التركية إف-245 تي سي جي عروج ريس تغادر من قاعدة بورتسموث البحرية في المملكة المتحدة، في 21 سبتمبر 2009. قبالة مقدمة السفينة يوجد حصن غيلكيكر، وما وراءها (إلى اليسار) جزيرة وايت.

مُثلت القوات البحرية التركية تحت اسم وكالة الشؤون البحرية في مقر الأركان العامة التركية في أنقرة من 1928 لغاية 1949. أدى المرسوم التاريخي الصادر عن المجلس العسكري الأعلى في 15 أغسطس 1949 إلى تأسيس قيادة القوات البحرية التركية (Deniz Kuvvetleri Komutanlığı.) دُمجت القوات البحرية التركية في الفروع التنظيمية لحلف الناتو، بعد انضمام تركيا إليه في 18 فبراير 1952.

## الهيكل
نُظمت قيادة القوات البحرية التركية في أربع قيادات فرعية رئيسية في 1961: قيادة الأسطول التركي، وقيادة منطقة البحر الشمالي التركية، وقيادة منطقة البحر الجنوبي التركية، وقيادة التدريب البحري التركية. أُعيد تسمية قيادة التدريب البحري التركي إلى قيادة التدريب والتعليم البحري التركية في 1995.

### الهيكل الحالي
- قيادة الأسطول، قاعدة غولجوك البحرية، قوجه إيلي
  - قيادة مجموعة المهام السطحية، قاعدة غولجوك البحرية، قوجه إيلي
    - قيادة مجموعة المهام الشمالية، قاعدة غولجوك البحرية، قوجه إيلي
    - قيادة مجموعة المهام الغربية، فوتشا، إزمير
    - قيادة مجموعة المهام الجنوبية، أكساز، موغلا

  - قيادة مجموعة الغواصات، قاعدة غولجوك البحرية، قوجه إيلي
  - قيادة مجموعة زوارق الدورية السريعة، إسطنبول
  - قيادة مجموعة حرب الألغام، قاعدة إردك البحرية، بالق أسير
  - قيادة مجموعة الدعم اللوجستي، قاعدة غولجوك البحرية، قوجه إيلي
  - قيادة مجموعة الطيران البحري، محطة جنكيز توبل الجوية البحرية، قوجه إيلي
  - قيادة قاعدة غولجوك البحرية، قوجه إيلي
  - قيادة حوض بناء السفن البحري في غولجوك، قوجه إيلي
  - قيادة مركز مراقبة المخزون، قوجه إيلي
  - قيادة مركز الإمدادات البحرية، قوجه إيلي
  - مركز يلديزلار للتدريب السطحي، غولجوك، قوجه إيلي
- قيادة منطقة البحر الشمالي، إسطنبول
  - قيادة مضيق إسطنبول، أنادولوكافاجي، إسطنبول
  - قيادة مضيق تشاناكالي، نارا، جنق قلعة
  - قيادة منطقة البحر الأسود، كارادينيز إيريغلي، زونغولداق
  - قيادة مجموعة البحث والإنقاذ تحت الماء، بيكوز، إسطنبول
    - قيادة مجموعة الإنقاذ
    - قيادة مجموعة الدفاع تحت الماء

  - قيادة المسح البحري والمحيطي البحرية، تشوبوكلو، إسطنبول
  - قيادة قاعدة برتين البحرية، برتين
  - قيادة المتحف البحري، بشكطاش، إسطنبول
  - قيادة حوض بناء السفن البحري في إسطنبول، بندك
- قيادة منطقة البحر الجنوبي، إزمير
  - قيادة مجموعة المهام البرمائية، فوتشا، إزمير
    - قيادة لواء البحرية البرمائي، فوتشا، إزمير
    - قيادة السفن البرمائية، فوتشا، إزمير

  - قيادة قاعدة أكساز البحرية، قاعدة أكساز البحرية، مارماريس
  - قيادة منطقة البحر المتوسط، مرسين
  - قيادة قاعدة الإسكندرونة البحرية، الإسكندرونة، حطاي
  - قيادة منطقة بحر إيجه، إزمير
  - قيادة قاعدة فوتشا البحرية، فوتشا، إزمير
  - قيادة الصيانة والإصلاح والهندسة، إزمير
- قيادة التدريب والتعليم البحري، إسطنبول
  - تدريب أسطول العمداء البحريين، توزلا، إسطنبول
  - قيادة مركز تدريب كارامورسيلبي، كارامورسيل، قوجه إيلي
  - قيادة مركز تدريب درينجه، درينجه، قوجه إيلي

### مشاة البحرية والقوات الخاصة
لدى البحرية التركية وحدات مشاة بحرية والتخلص من الذخائر المتفجرة وعمليات خاصة مثل:
- قيادة لواء مشاة البحرية البرمائي – (بالتركية: Amfibi Deniz Piyade Tugayı Komutanlığı, AMFİBİ)، (تتبع قيادة مجموعة المهام البرمائية)
- قيادة مجموعة الدفاع تحت الماء – (بالتركية: Sualtı Savunma Grup Komutanlığı, SAS)، (تتبع مجموعة البحث والإنقاذ تحت الماء)
- قيادة مجموعة الهجوم تحت الماء – (بالتركية: Sualta Tatarruz Grubu Kommandani, SAT)، (تتبع مباشرة لإدارة عمليات القوات البحرية)

## المعدات

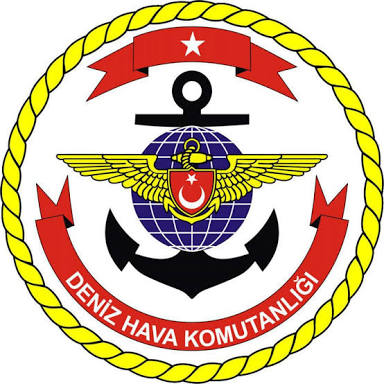
قيادة الطيران البحري

### السفن والغواصات
تضم البحرية التركية مجموعة واسعة من السفن اعتباراً من 2023، بما في ذلك؛ 1 سفينة هجومية برمائية/حاملة مروحيات، 16 فرقاطة، 4 طرادات، 12 غواصة، 18 زورق هجوم سريع، 21 زورق دورية + 4 زوارق سريعة، 11 سفينة مضادة للألغام، 42 سفينة إنزال وزوارق + 18 مركبة إنزال، و38 سفينة وزوارق معاونة. بلغ إجمالي الإزاحة للبحرية التركية أكثر من 300,000 طن في 2023..

### الطائرات والمركبات

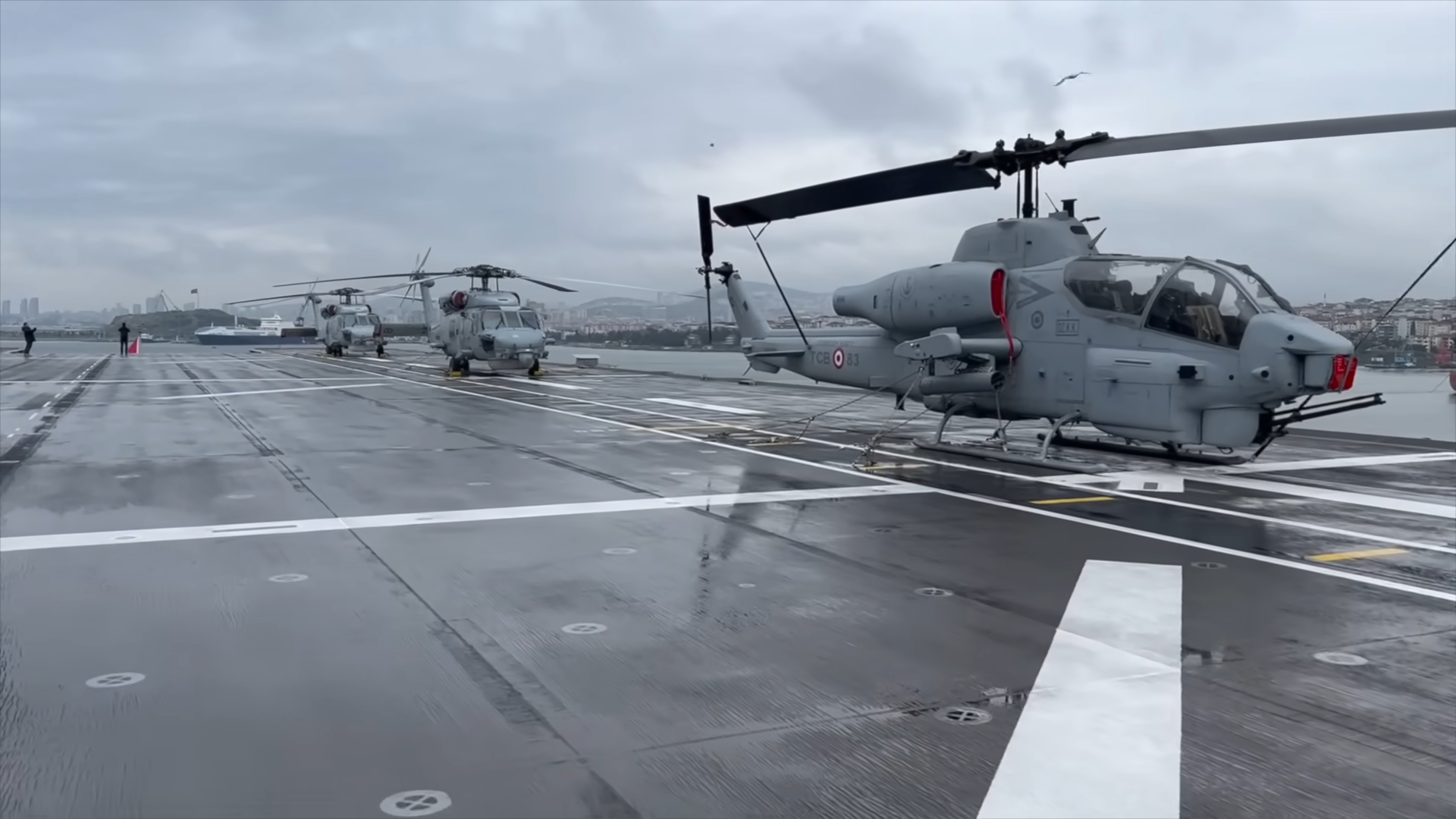
مروحيات بيل أيه إيتش-1دبليو سوبر كوبرا وسيكورسكي إس-70بي-28 سي هوك التابعة للبحرية التركية على سطح طيران تي سي جي أناضول.

تضم البحرية التركية ما مجموعه 87 طائرة، منها 19 طائرة ثابتة الجناحين و43 طائرة مروحية و23 مسيرة.

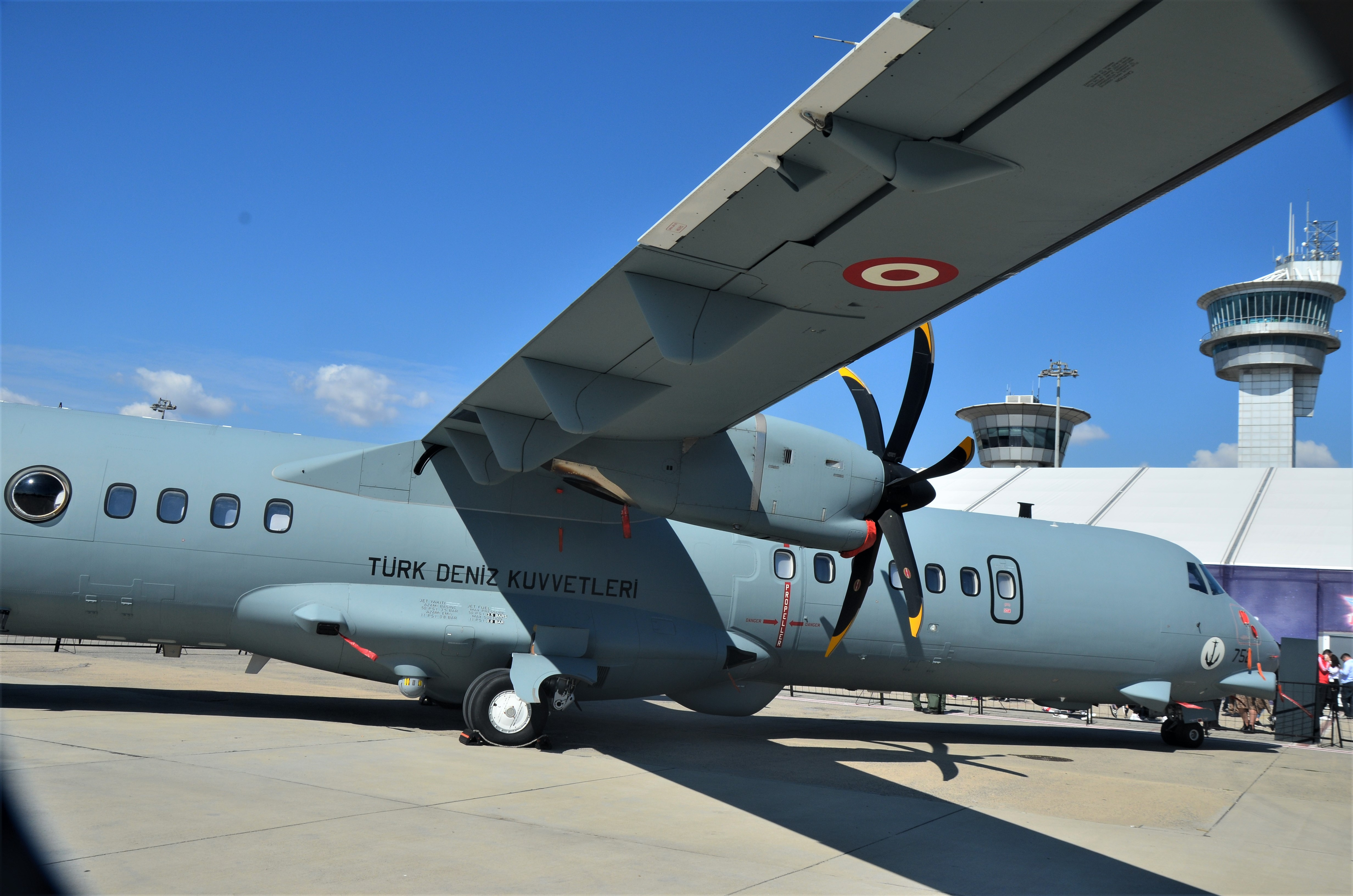
إيه تي آر 72 إم پي إيه تتبع البحرية التركية

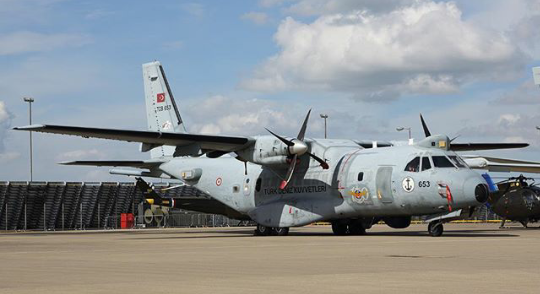
سي أن-235 تتبع البحرية التركية

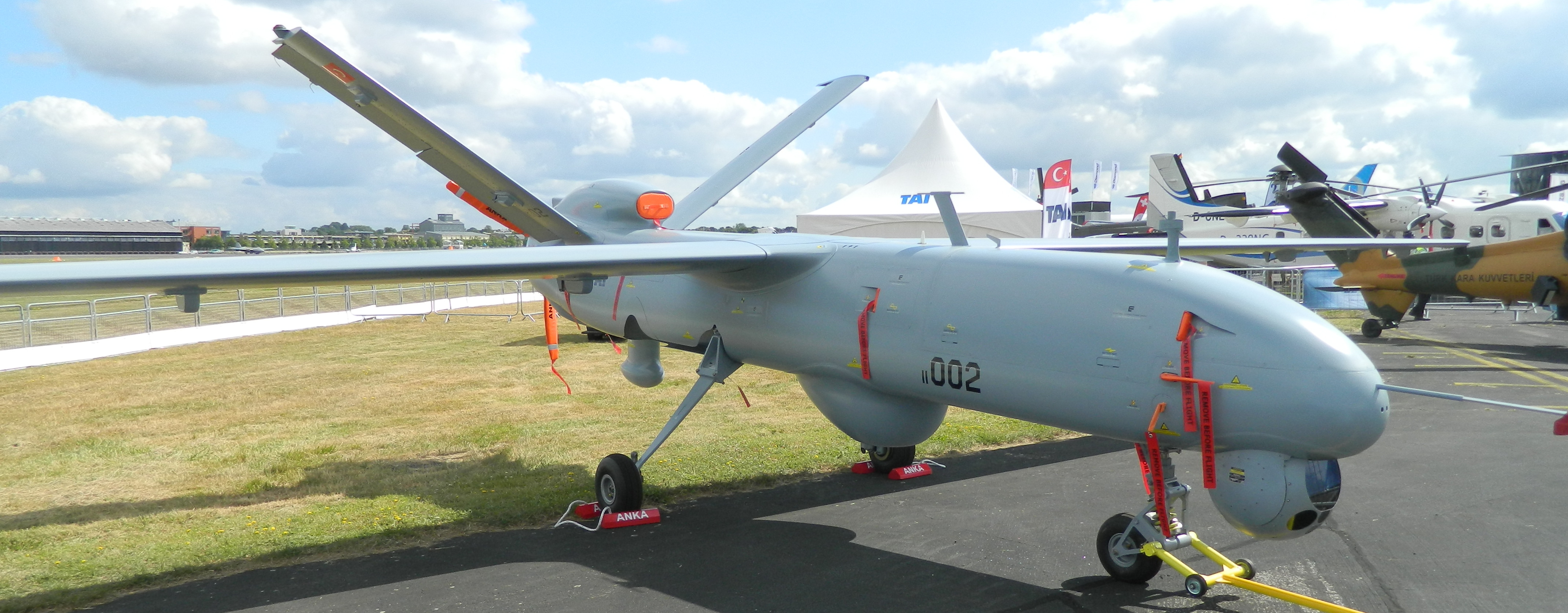
تي إيه أي أنكا-بي مجهزة برادار ذو فتحة تركيبية، تسلمت البحرية التركية 14 منها

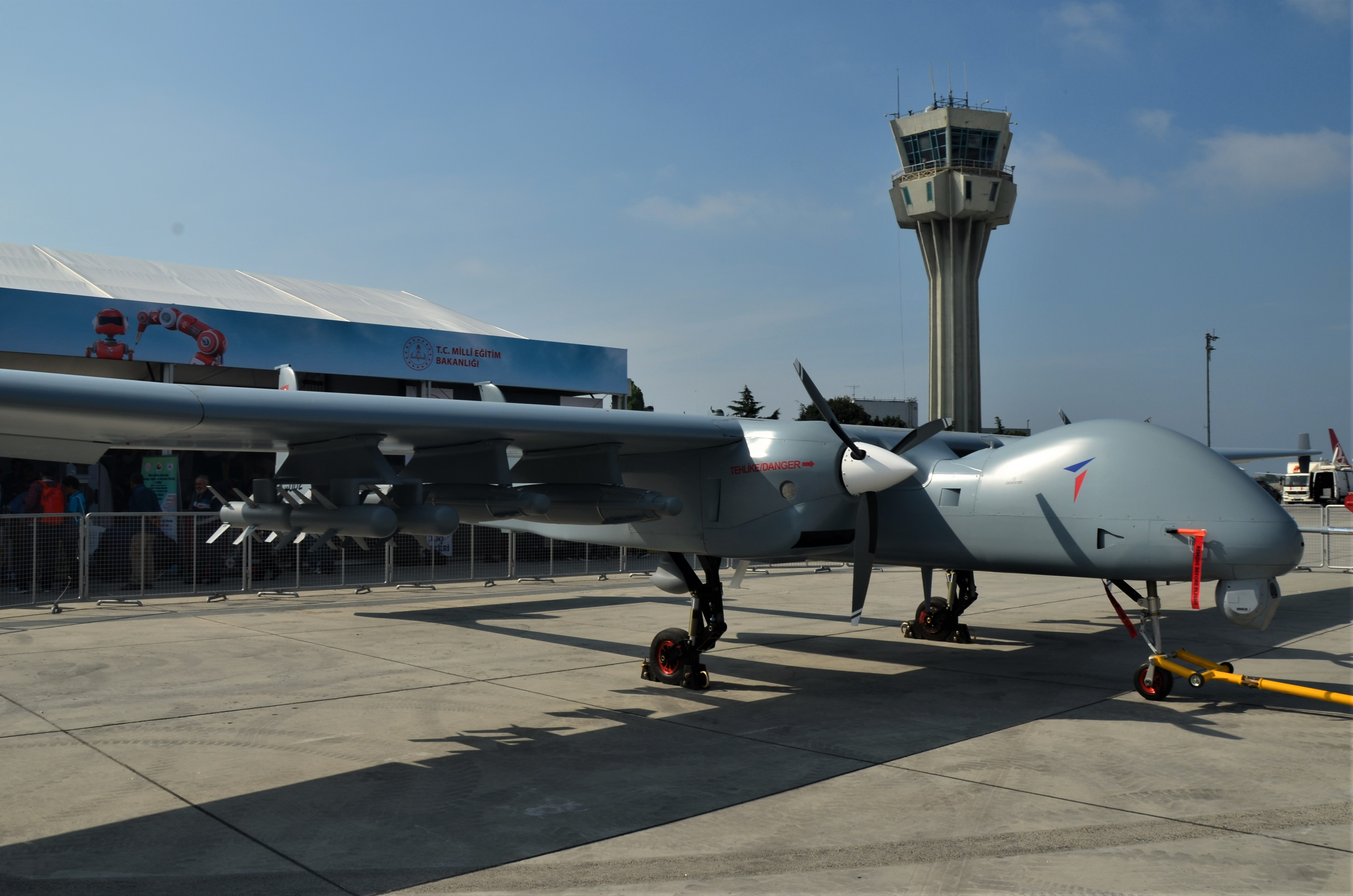
المسيرة القتالية تاي أكسونغور في البحرية التركية

| الطائرة                          | المنشأ                  | النوع                                                         | النسخ                                      | العدد                 | الملاحظات                                                                             |
| طائرات ثابتة الجناحين            | طائرات ثابتة الجناحين   | طائرات ثابتة الجناحين                                         | طائرات ثابتة الجناحين                      | طائرات ثابتة الجناحين | طائرات ثابتة الجناحين                                                                 |
| -------------------------------- | ----------------------- | ------------------------------------------------------------- | ------------------------------------------ | --------------------- | ------------------------------------------------------------------------------------- |
| إيه تي آر 72 إم پي إيه           | إيطاليا تركيا           | طائرة دوريةالحرب المضادة للغواصاتالحرب المضادة للسطحطائرة نقل | 72-600 إم پي إيه 72-600 ترانسبورت          | 9                     | يجري تطويرها من قبل الشركة التركية لصناعات الفضاء                                     |
| سي أن-235                        | إسبانيا إندونيسيا تركيا | طائرة دورية (الحرب المضادة للغواصات/الحرب المضادة للسطح)      | سي أن-235-100إم                            | 6                     | تُصنع برخصة من قبل الشركة التركية لصناعات الفضاء طُورت أنظمتها الإلكترونية من قبل تاليس |
| سوكاتا تي بي فاميلي [الإنجليزية] | فرنسا                   | طائرة تدريب                                                   | تي بي-20                                   | 4                     |                                                                                       |
| مروحيات                          |                         |                                                               |                                            |                       |                                                                                       |
| إس إتش-60 سي هوك                 | الولايات المتحدة        | مروحية بحرية (الحرب المضادة للغواصات/الحرب المضادة للسطح)     | إس-70بي-28                                 | 24                    |                                                                                       |
| أوغوستا-بيل أيه بي-212           | إيطاليا                 | مروحية بحرية (الحرب المضادة للغواصات)                         | الحرب المضادة للغواصات منافع               | 9                     |                                                                                       |
| إيه إتش-1 سوبر كوبرا             | الولايات المتحدة        | مروحية هجومية                                                 | أيه إيتش-1دبليو                            | 10                    | ستُنقل المروحيات التي يديرها الجيش التركي إلى البحرية لتتمركز على تي سي جي أناضول.     |
| مُسيرات                           |                         |                                                               |                                            |                       |                                                                                       |
| تي إيه أي أنكا                   | تركيا                   | مسيرة قتالية                                                  | أنكا-بي مع رادار الفتحة التركيبية وأنكا إس | 8                     | مجهزة بنظام تحديد تلقائي ورادار ذو فتحة تركيبية                                       |
| بيرقدار تي بي 2                  | تركيا                   | مسيرة قتالية                                                  | تي سي بي تي بي-2                           | 10                    |                                                                                       |
| تاي أكسونغور                     | تركيا                   | مسيرة قتالية                                                  |                                            | 5                     | مجهزة بساتكوم                                                                         |

| المركبة                              | الصورة           | المنشأ           | النوع                                   | العدد            | الملاحظات                                                                         |
| المركبات المدرعة                     | المركبات المدرعة | المركبات المدرعة | المركبات المدرعة                        | المركبات المدرعة | المركبات المدرعة                                                                  |
| ------------------------------------ | ---------------- | ---------------- | --------------------------------------- | ---------------- | --------------------------------------------------------------------------------- |
| أوتوكار كوبرا 2                      |                  | تركيا            | مركبة تنقل مشاة                         | غير معروف        | تستخدمها قوات مشاة البحرية البرمائية                                              |
| بي إم سي فوران                       |                  | تركيا            | مركبة مدرعة مضادة للكمائن والألغام      | غير معروف        | تستخدمها قوات مشاة البحرية البرمائية                                              |
| إف إن إس إس زاها                     |                  | تركيا            | مركبة برمائية هجومية / ناقلة جنود مدرعة | 9                | 18 تحت الطلب27 مُخطط لها: 23 ناقلة أفراد؛ 2 مركبة مراقبة قيادة؛ 2 مركبة إنقاذ.     |
| أنظمة الدفاع الجوي                   |                  |                  |                                         |                  |                                                                                   |
| زيبكين بي مادس [الإنجليزية]          |                  | تركيا            | صاروخ أرض-جو قصير المدى                 | 21               | يستخدم صواريخ إف آي إم-92 ستينغر ومدفع رشاش 12.7 ملم مثبت على لاند روفر ديفندر.   |
| بوفورز إل-70 عيار 40 مم [الإنجليزية] |                  | السويد           | مدفع آلي متعدد الأغراض                  | غير معروف        | يستخدمه مشاة البحرية.                                                             |
| تحت الطلب                            |                  |                  |                                         |                  |                                                                                   |
| بربروس                               | -                | تركيا            | نظام دفاع ساحلي                         | غير معروف        | يمكن إطلاق 4 صواريخ أتماكا أو 6 صواريخ شاكر من بطارية نظام بربروس للدفاع الساحلي. |

### المسدسات
- جانيك تي پي9[66]
- سارسيلماز إس أيه آر9[66]
- كيلينش 2000 الخفيف[66]
- زيغانا تي[66]
- بيريتا 92إف إس[66]
- جيرسان ريغارد كومباكت[66]
- سيج سوير بي226[66]
- جلوك 17[66]

### الرشيشات
- هكلر أوند كوخ إم بي 5[66]
- سار 109تي[66]
- تيسكا سكوربيون إيفو 3[66]

### الشوازن
- إيثاكا موديل 37[66]
- يوتاس يو تي إس-15[66]

### القناصات
- كي إن تي-76[66]
- إس في دي دراغونوف[66]
- ريمنغتون إكس إم2010 [الإنجليزية][66]
- جيه إن جي-90 [الإنجليزية][66]
- سيج سوير إس إس جي 3000 [الإنجليزية][66]
- باريت إم82[66]
- باريت إم95[66]

### الرشاشات
- إم جي 3[66]
- إف إن مينيمي 7.62 تي آر.[66]
- إم 249[66]
- إم2[66]

### البنادق الهجومية
- مكي إم بي تي-76[66]
- مكي إم بي تي-55[66]
- إيتش كيه 33إي [الإنجليزية][66]
- جي 3[66]
- أيه كيه أم[66]
- كولت إم4[66]
- سبرينغفيلد إم1468 [الإنجليزية][66]

### قاذفات القنابل اليدوية
- أيه كيه-40 جي إل[66]
- إم كيه إي كيه تي-40[66]
- إم203 [الإنجليزية][66]
- مارك 19 [الإنجليزية][66]

## مستقبل البحرية التركية
تخضع البحرية التركية حالياً للعديد من برامج التحديث لاستبدال معداتها المتقادمة. تتمحور برامج التحديث الرئيسية اعتباراً من 2023 حول ما يلي:

### السفن والغواصات

#### مدمرة الدفاع الجوي فئة تي إف-2000[الإنجليزية]
من المتوقع بناء إجمالي 15 سفينة من ثلاث فئات (فرقيطة فئة أدا، وفرقاطة فئة أسطنبول، ومدمرة فئة تي إف-2000) ضمن نطاق مشروع السفن الوطنية (ميلغم) الذي يهدف إلى تلبية احتياجات البحرية التركية عبر الوسائل الوطنية. سُلمت السفن الأربع الأولى التي بُنيت ضمن هذا المشروع، وهي الطرادات تي سي جي هيبيليادا (إف-511)، وتي سي جي بويوكادا (إف-512)، وتي سي جي بورغازادا (إف-513)، وتي سي جي كيناليادا (إف-514)، إلى قيادة القوات البحرية.
شرع مكتب مشروع التصميم التابع للبحرية التركية في تصميم أنشطة الحرب المضادة للطائرات للمدمرة فئة تي إف-2000، وهي المرحلة الأخيرة من مشروع ميلغم، في 2017. في البداية خُطط لبناء أربع سفن، مع خيار بناء ما يصل إلى ثمانية في المجمل. ومن المقرر تسليم أول مدمرة من فئة تي إف-2000 إلى البحرية التركية في 2027.

#### الفرقاطة فئة إسطنبول

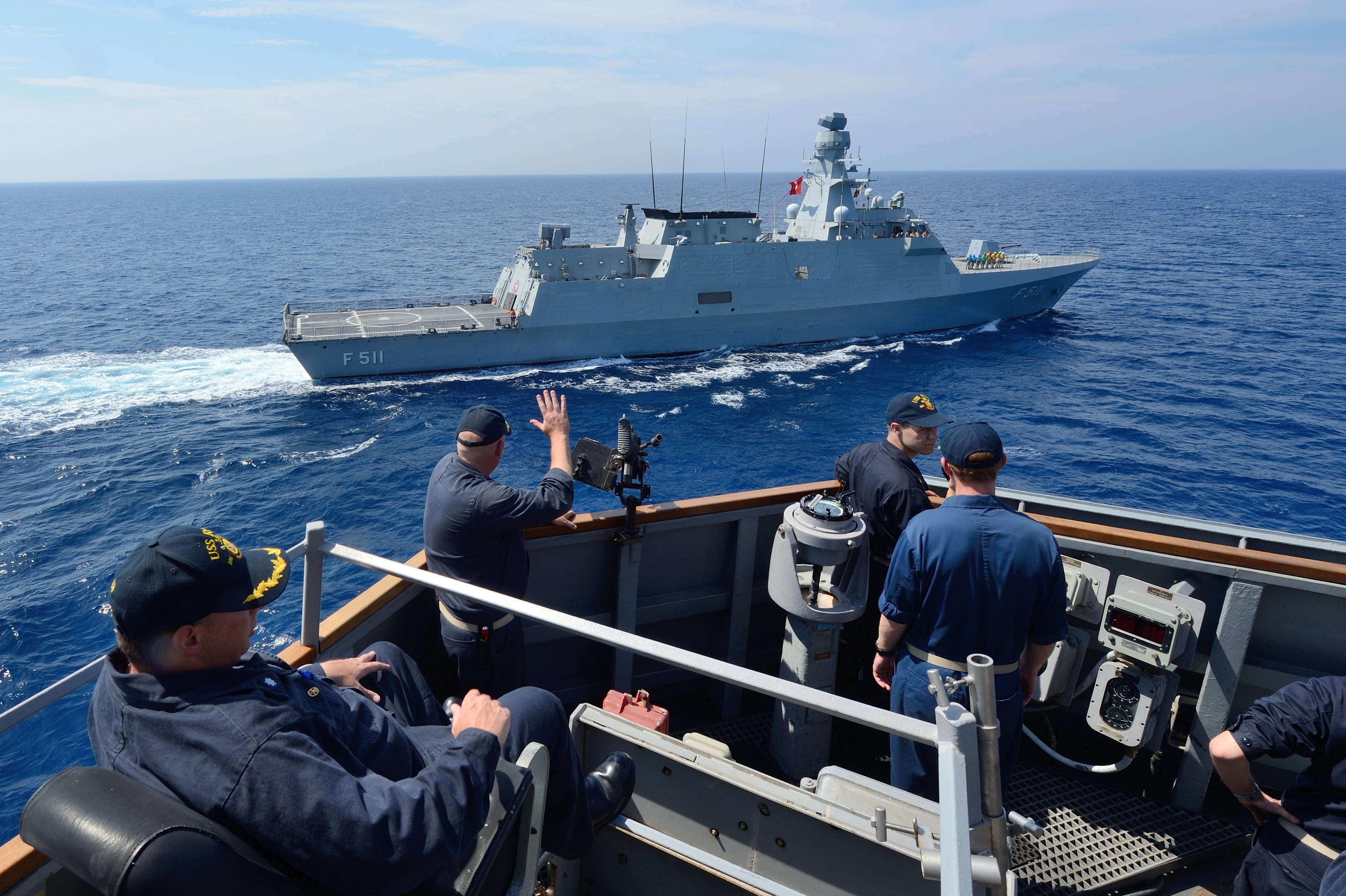
الفرقيطة تي سي جي هيبيليادا (إف-511) فئة أدا

أُطلق برنامج الفرقاطات من الفئة آي لبناء أربع فرقاطات لتحل محل الفرقاطات القديمة من فئة ياووز في منتصف 2020. طُورت فئة إسطنبول في إطار مشروع السفن الحربية المحلية (ميلغم)، وهي نسخة موسعة من الطراد الحربي المضاد للغواصات من فئة أدا. ستتمتع الفرقاطات من الفئة آي بحوالي 50% زيادة في سعة الوقود والقدرة على المدى التشغيلي مقارنة بالطرادات فئة أدا.
دُشنت أول فرقاطة من فئة إسطنبول في 23 يناير 2021. ومن المتوقع انتهاء اختبارات القبول في يناير 2023، وتسليم السفينة في سبتمبر 2023.

#### تحديث الفرقاطات فئة بربروس

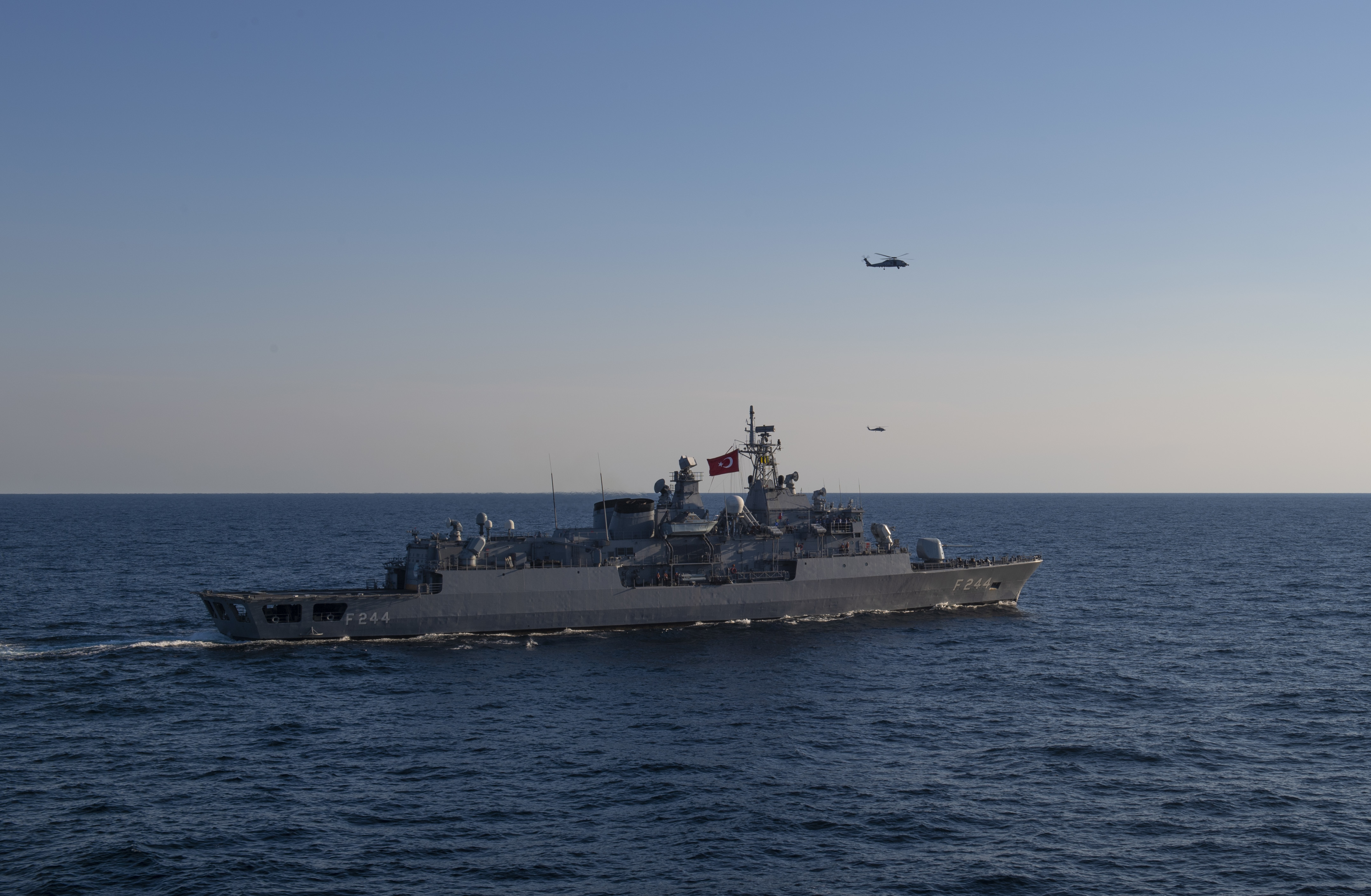
الفرقاطة تي سي جي بربروس (إف-244) من فئة بربروس قبيل تحديثها

يهدف مشروع التحديث نصف العمر للفرقاطات فئة بربروس، والذي استمر لفترة طويلة، إلى إزالة الأنظمة القتالية الحالية لأربع فرقاطات فئة بربروس المسجلة في مخزون قيادة القوات البحرية، وتزويدها بالأنظمة التي طُورها اتحاد أسلسان-هافيلسان محلياً ووطنياً وفقاً لمتطلبات العصر.
كان من المخطط الانتهاء من تحديث أول سفينة لتزويدها بالأنظمة المحلية في فبراير 2022، لوضعها في الخدمة.

#### تحديث الغواصات فئة بروزة

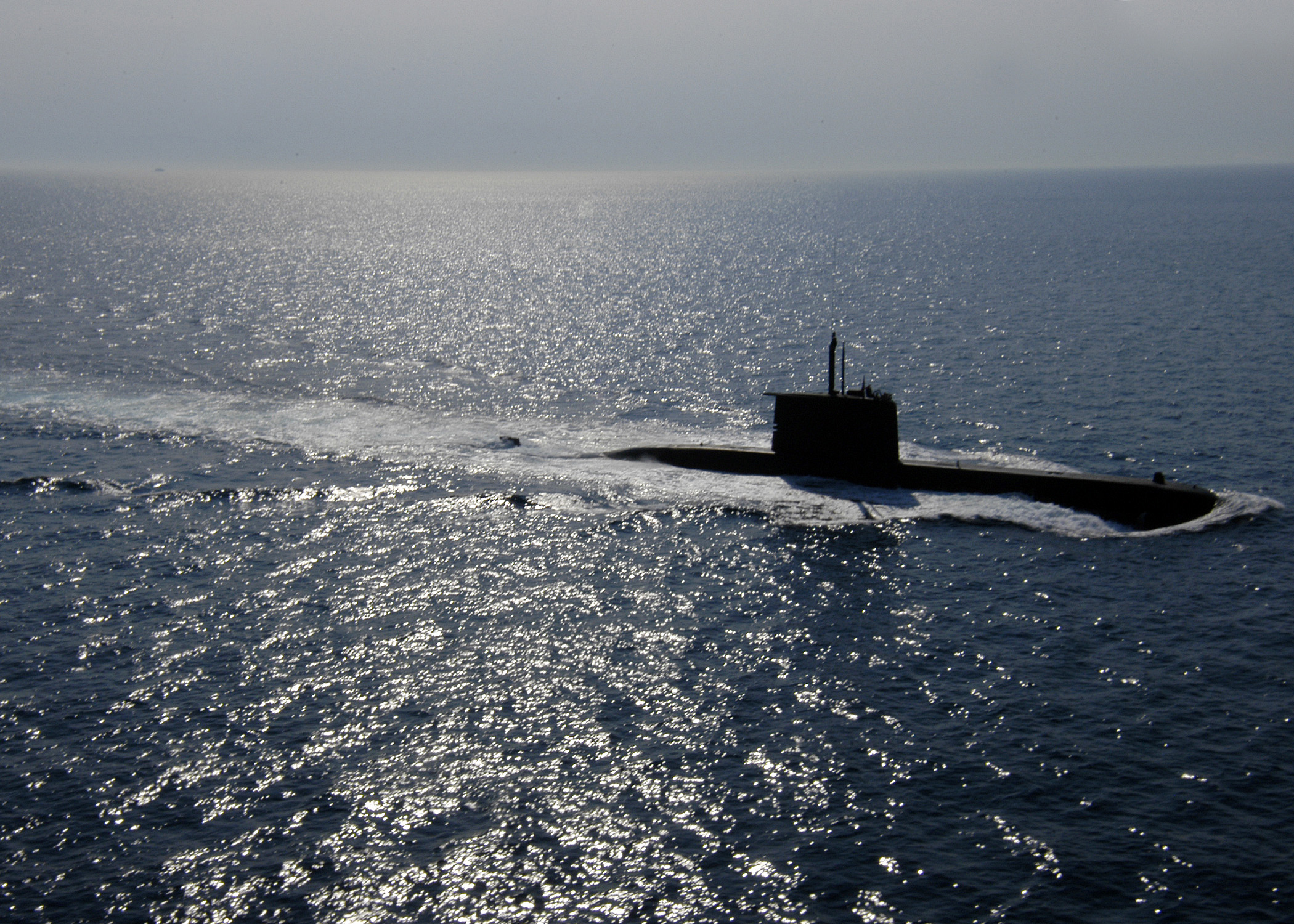
صعود الغواصة تي سي جي بروزة في خليج طارنت خلال مناورة الناتو سوربت رويال 2005

يشمل مشروع التحديث نصف العمر للغواصات من فئة بريفيز تحديث الغواصات تي سي جي بروزة (إس-353)، وتي سي جي صقاريا (إس-354)، وتي سي جي 18 مارت (إس-355)، و تي سي جي أنافارتالار (إس-356) في مخزون الغواصات لدى قيادة القوات البحرية. يتولى اتحاد أسلسان-هافيلسان أنشطة التحديث بالشراكة مع أصفات.
من المخطط تنفيذ أنشطة الشراء لنظام الملاحة بالقصور الذاتي، ونظام قياس الملوحة وعمق الكثافة، وهوائي عائم، وسارية اتصالات عبر الأقمار الصناعية، ونظام بيرسكوبي هجومي وملاحي، ونظام اتصالات في حالات الطوارئ تحت الماء، ونظام تبريد بالمياه، ومحول ساكن ونظام تجديد للهواء من اتحاد أسلسان-هافيلسان ضمن مشروع التحديث.

#### الغواصة فئة ريس

غواصة فئة بيري ريس (تايب 214)

تعد الغواصات تايب 214 أول غواصات في البحرية التركية تعمل بنظام الدفع المستقل عن الهواء، والذي أصبح ممكناً بفضل تكنولوجيا خلايا الوقود. ويمكن للغواصات أيضاً إطلاق طوربيدات ثقيلة الوزن وصواريخ مضادة للسفن، وزرع ألغام ضد أهداف بحرية أو برية على حد سواء. ومن المتوقع تشغيل خمس غواصات أخرى بجانب الغواصة بيري ريس ضمن المشروع بحلول 2027. وبدأت التجارب البحرية للغواصة الأولى من هذه الفئة، بيري ريس، في 6 ديسمبر 2022. ويجري حالياً تجهيز الغواصة الثانية للمشروع «خضر ريس» ومراحل إنتاج هيكل الغواصتين الأخريين. بدأ حوض غولكوك البحري لبناء السفن برنامجاً مدته 10 سنوات في 2015 لبناء ست غواصات تايب 214، المعروفة محلياً باسم غواصات فئة ريس، بتكنولوجيا شركة تي كيه أم أس الألمانية.

### الطائرات والمسيرات القتالية والطائرات دون طيار

#### المسيرة القتاليةبايكار بيرقدار قزل إلما

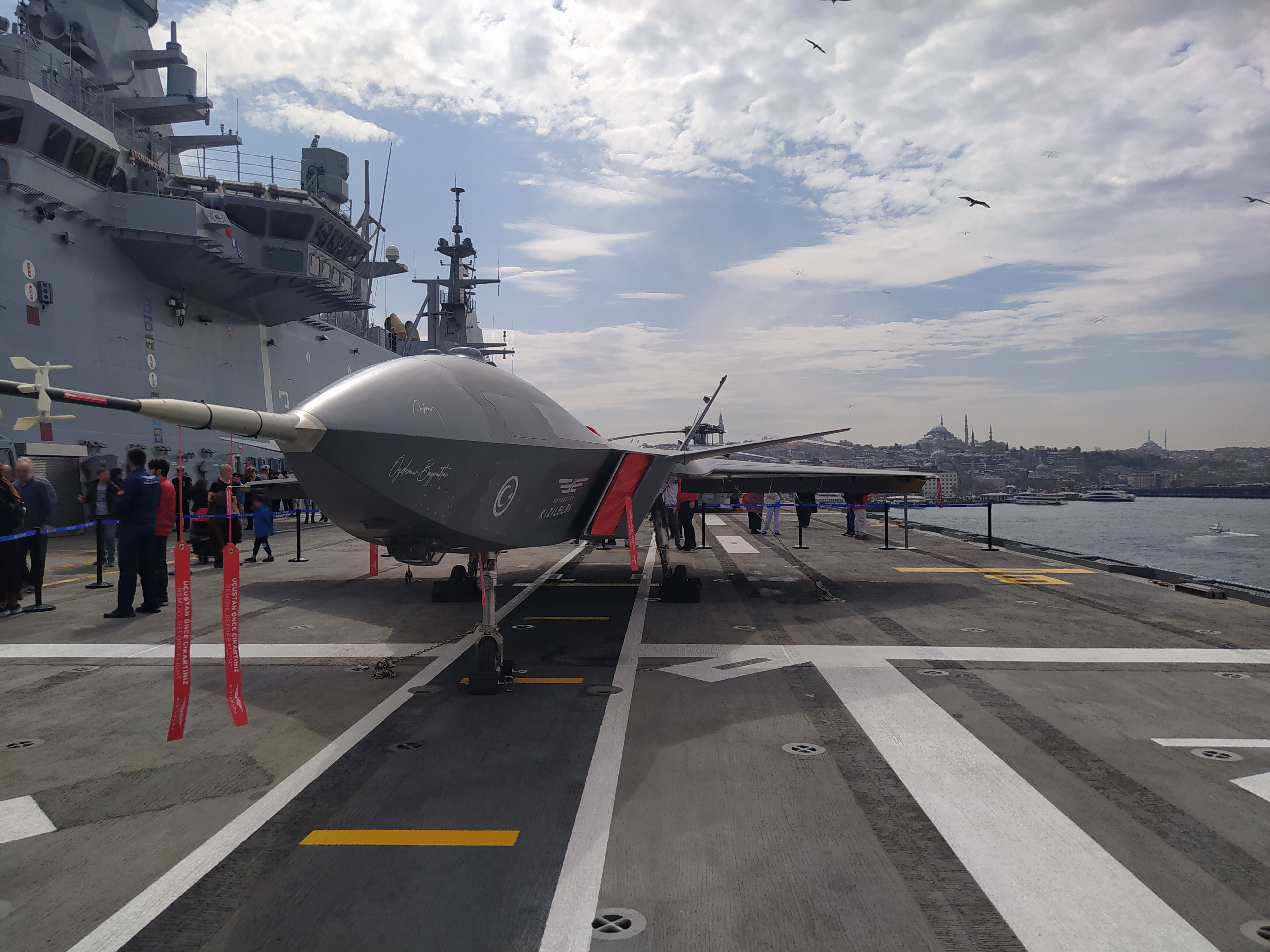
بايكار بيرقدار قزل إلما هي مسيرة ذات محرك نفاث، شبحية، أسرع من الصوت، قادرة على الإقلاع من فوق الحاملات ومُصممة للعمل فوق تي سي جي أناضول.

طُورت المسيرة القتالية بايكار بيرقدار قزل إلما ذات المحرك النفاث لصالح البحرية التركية والقوات الجوية التركية كجزء من مشروع «ميوس» (مشروع نظام الطائرات المُسيَّرة المُقاتلة)، للعمل على تي سي جي أناضول. وأتمت رحلتها الأولى في 14 ديسمبر 2022.

#### المسيرة القتاليةبيرقدار تي بي 3

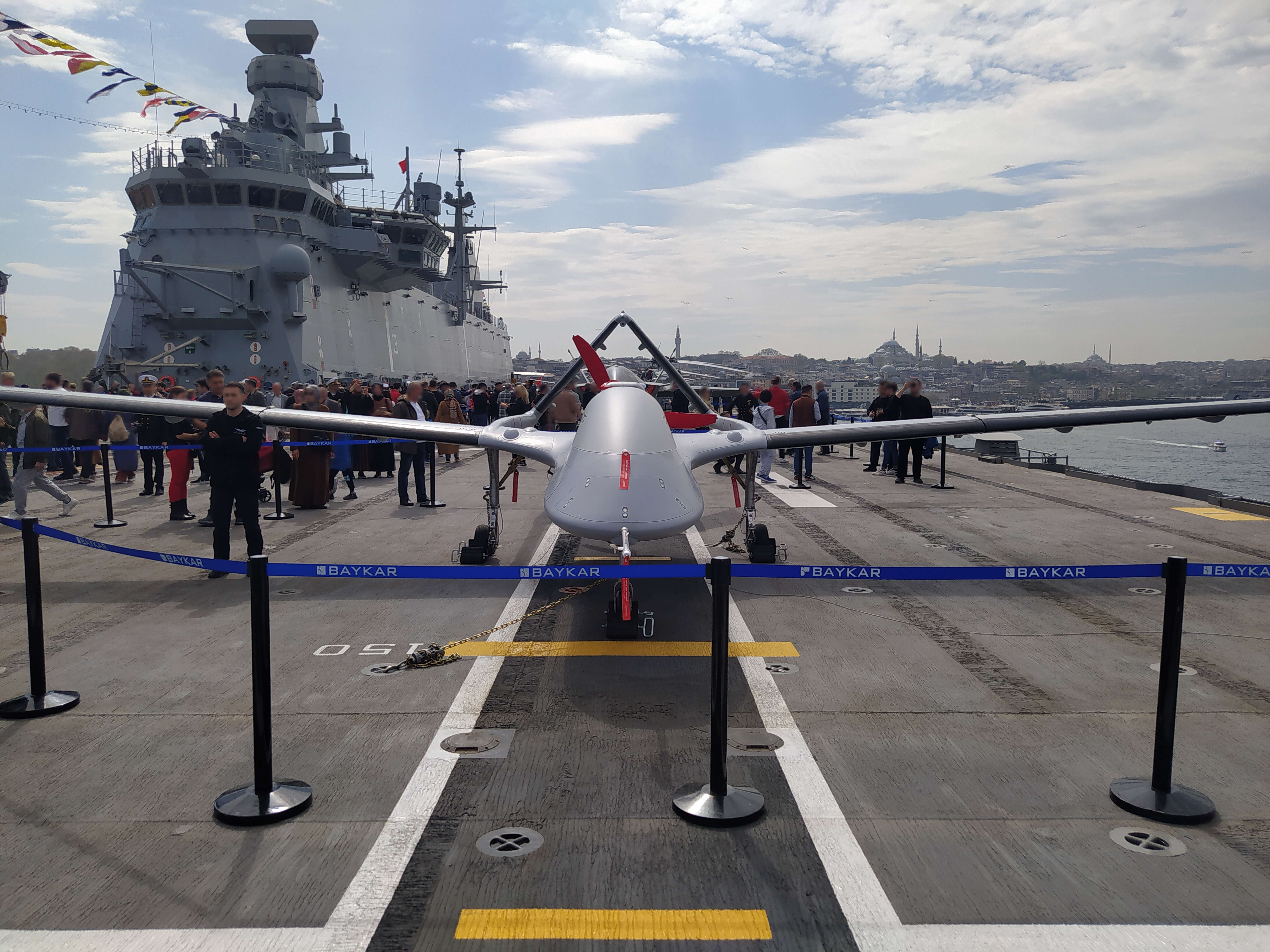
لدى المسيرة القتالية بيرقدار تي بي 3 المُصممة للعمل على تي سي جي أناضول أجنحة قابلة للطي وباع جناح أطول مقارنة بالمسيرة بيرقدار تي بي 2.

أعلن إسماعيل دمير رئيس هيئة الصناعات الدفاعية في فبراير 2021، عن نوع جديد من المسيرات التي تطورها شركة بايكار والتي من المخطط أن تتمركز في أول سفينة هجومية برمائية تركية، تي سي جي أناضول. تعد المسيرة الجديدة التي يجري تطويرها نسخة بحرية من بيرقدار تي بي 2 ومجهزة بمحرك محلي طورته شركة توساس لصناعات المحركات. وفقاً للخطط الأولية، كان من المتوقع إعداد السفينة لاستقبال طائرات مقاتلة من طراز إف-35بي، ولكن بعد إزالة تركيا من برنامج المشترين، دخلت السفينة في عملية تعديل لتكون قادرة على استيعاب المسيرات. صرح السيد دمير أن ما بين 30 إلى 50 طائرة مسيرة طراز بيرقدار تي بي 3 ذات الأجنحة القابلة للطي ستكون قادرة على الهبوط والإقلاع من على سطح تي سي جي أناضول.

### الزوارق المسيرة

#### أولاك والزوارق المسيرة المسلحة
أولاك هو أول زورق مسير سطحي مسلح مُصنع ومطور محلياً. طُور الزورق من خلال مشروع مشترك بين آريس لبناء السفن وميتيكسان. ومن المقرر تجهيز الزورق بأربعة أنظمة صواريخ مضادة للدروع من طراز روكيستان جيريت [الإنجليزية] واثنين من أنظمة إل-يومتاس [الإنجليزية] مقدمة من شركة روكيستان. علاوة على ذلك، من المتوقع أن يصل نطاق أولاك إلى 400 كم وبسرعة قصوى تبلغ 65 كم في الساعة. ومن المقرر أن تشغيل الزورق في مهام مثل الاستطلاع والمراقبة والاستخبارات والحرب السطحية والحرب غير المتكافئة والحراسة المسلحة وحماية القوات وأمن المنشآت الاستراتيجية. يخضع المشروع حالياً لتجارب بحرية وسيبدأ في اختبارات الإطلاق خلال الربع الثالث من 2021. انتهى أول اختبار إطلاق للزورق للماء في 26 مايو 2021 من خلال تدمير هدف محدد بصاروخ روكيتسان جيريت.

## متحف إسطنبول البحري

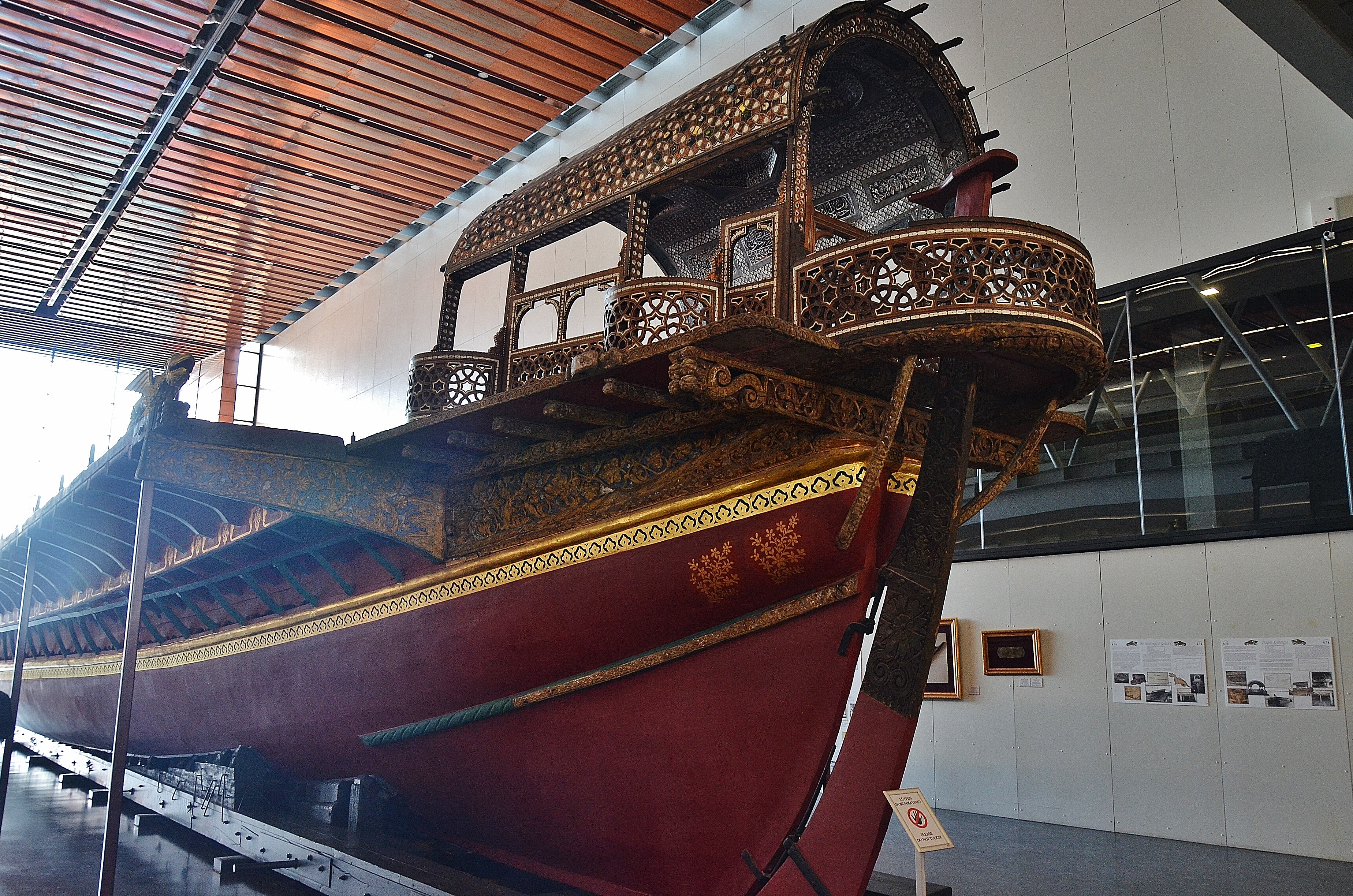
القادس العثمانية المعروفة باسم تاريخي كاديرغا التي ترجع لأواخر القرن السادس عشر أو أوائل القرن السابع عشر في متحف إسطنبول البحري، بُنيت في الفترة ما بين عهد السلطان مراد الثالث (1574-1595) والسلطان محمد الرابع (1648–1687), كما اتضح من خلال التأريخ بالكربون المشع بمعجل الطيف الكتلي وأبحاث تأرخة حلقات الشجر. وهي أقدم قادس أصلية والوحيدة المتبقية في العالم, ولديها أقدم هيكل خشبي في العالم تُجري صيانته باستمرار.

يقع متحف إسطنبول البحري في مديرية بشكطاش في إسطنبول بتركيا. أسسه وزير البحرية العثماني (بحرية ناظري) بوزجادالي حسن حسنو باشا [الإنجليزية] في 1897.
ويحتوي المتحف على مجموعة هامة من التحف العسكرية الخاصة بالبحرية العثمانية. وهو أكبر متحف في تركيا في المجال البحري، حيث يضم مجموعة كبيرة ومتنوعة من المقتنيات. تشمل مجموعته حوالي 20000 قطعة، بما في ذلك قادس البحرية العثمانية التي تعود إلى أواخر القرن السادس عشر أو أوائل القرن السابع عشر والمعروفة باسم تاريخي كاديرغا [الإنجليزية]، والتي بنيت في الفترة ما بين عهدي السلطان مراد الثالث (1574-1595) والسلطان محمد الرابع (1648-1687). كما اتضح من خلال التأريخ بالكربون المشع بمعجل الطيف الكتلي وأبحاث تأرخة حلقات الشجر. وهي أقدم قادس أصلية والوحيدة المتبقية في العالم، ولديها أقدم هيكل خشبي في العالم تُجري صيانته باستمرار.
كا يعد المتحف أول متحف عسكري في البلاد، نظراً لارتباطه بقيادة القوات البحرية التركية.
شُيد مبنى عرض جديد في أوائل القرن الحادي والعشرين. بدأ البناء في 2008، وأعيد افتتاح المبنى في 4 أكتوبر 2013. ويتكون من طابقين فوق مستوى الأرض وطابق سفلي واحد، يغطي كلاهما 20.000 م² (220.000 قدم مربع).
يتكون الطابق السفلي من عناصر متنوعة مثل التماثيل وزخارف السفن البحرية ونماذج السفن وقطع من السلسلة البيزنطية التي كانت تستخدم لسد مدخل القرن الذهبي أثناء الفتح العثماني للقسطنطينية (إسطنبول) في 1453. أما في الطابق الثاني، فيعرض عدد كبير من الكيك الإمبراطورية وغيرها.
خضعت العديد من عناصر المعرض لأعمال الترميم والحفظ الخاصة بسبب تشوه المواد الخام الناجم عن الحرارة والضوء والرطوبة والظروف الجوية والتخريب وعوامل أخرى.

## الرتب
| القوات البحرية التركية |              |              |                     |           |           |           |           |           |           |           |       |       |        |        |        |        |         |         |         |         |      |      |        |        |        |        |        |        |        |        | متعددة |
| القوات البحرية التركية | بويوك أميرال | بويوك أميرال | جينيلكورماي باشكنلي | أوراميرال | كوراميرال | كوراميرال | توماميرال | توماميرال | توغاميرال | توغاميرال | ألباي | ألباي | يارباي | يارباي | بنباشي | بنباشي | يوزباشي | يوزباشي | أوستغمن | أوستغمن | تغمن | تغمن | أستغمن | أستغمن | بحريلي | بحريلي | بحريلي | بحريلي | بحريلي | بحريلي |        |

| القوة العسكرية         | الضباط الأمراء         | الضباط الأمراء         | الضباط الأمراء         | الضباط الأمراء         | الضباط الأمراء         | الضباط الأمراء         | الضباط الأمراء  | الضباط الأمراء  | الضباط الأمراء          | الضباط الأمراء          | الضباط القادة    | الضباط القادة    | الضباط القادة    | الضباط القادة    | الضباط القادة    | الضباط القادة    | الضباط الأعوان        | الضباط الأعوان        | الضباط الأعوان | الضباط الأعوان | الضباط الأعوان  | الضباط الأعوان  | الضباط الأعوان | الضباط الأعوان | الطلاب | الطلاب | الطلاب         | الطلاب  | الطلاب | الطلاب | الطلاب | الطلاب | الطلاب | الطلاب | الطلاب   | الطلاب   |
| ---------------------- | ---------------------- | ---------------------- | ---------------------- | ---------------------- | ---------------------- | ---------------------- | --------------- | --------------- | ----------------------- | ----------------------- | ---------------- | ---------------- | ---------------- | ---------------- | ---------------- | ---------------- | --------------------- | --------------------- | -------------- | -------------- | --------------- | --------------- | -------------- | -------------- | ------ | ------ | -------------- | ------- | ------ | ------ | ------ | ------ | ------ | ------ | -------- | -------- |
| القوات البحرية التركية |                        |                        |                        |                        |                        |                        |                 |                 |                         |                         |                  |                  |                  |                  |                  |                  |                       |                       |                |                |                 |                 |                |                |        |        |                |         |        |        |        |        |        |        | بلا شارة | بلا شارة |
| القوات البحرية التركية | أسسوباي كادملي باشاويش | أسسوباي كادملي باشاويش | أسسوباي كادملي باشاويش | أسسوباي كادملي باشاويش | أسسوباي كادملي باشاويش | أسسوباي كادملي باشاويش | أسسوباي باشاويش | أسسوباي باشاويش | أسسوباي كادملي أوسشاويش | أسسوباي كادملي أوسشاويش | أسسوباي أوسشاويش | أسسوباي أوسشاويش | أسسوباي أوسشاويش | أسسوباي أوسشاويش | أسسوباي أوسشاويش | أسسوباي أوسشاويش | أستسوباي كادملي شاويش | أستسوباي كادملي شاويش | أسسوباي شاويش  | أسسوباي شاويش  | أسسوباي أسشاويش | أسسوباي أسشاويش | أوزمان شاويش   | أوزمان شاويش   | شاويش  | شاويش  | أوزمان أونباشي | أونباشي | إر     | إر     |        |        |        |        |          |          |

- قد يرغب غير الناطقين بالتركية في معرفة أن «بنباشي» و«يوزباشي» و«عريف» تُترجم حرفياً إلى «رئيس ألف» و«رئيس مئة» و«رئيس عشرة» على التوالي.